# Ландшафтная аэродинамическая труба (Санкт-Петербург)
Ландшафтная аэродинамическая труба ФГУП «Крыловский государственный научный центр» — дозвуковая аэродинамическая труба замкнутого типа с закрытым рабочим участком большого размера. Служит для аэродинамических испытаний зданий, сооружений, стадионов, большепролётных мостов, ландшафтов, буровых платформ и других объектов в крупном масштабе. Установка входит в состав Комплекса аэродинамических труб ФГУП «Крыловский государственный научный центр». Расположена в г. Санкт-Петербург, Российская Федерация. В настоящее время Ландшафтная аэродинамическая труба — это единственная в России специализированная установка, позволяющая проводить исследования упругоподобных моделей большепролётных мостов, городских кварталов и ландшафтов в крупном масштабе (1 : 50÷75).

## Назначение Ландшафтной Аэродинамической Трубы (ЛАТ)
Ландшафтная аэродинамическая труба используется для определения ветровых и снеговых нагрузок на различные уникальные сооружения, в том числе с учетом окружающей застройки и рельефа местности.
Последние несколько лет в крупных городах России ведется активное строительство объектов повышенной сложности: большепролетные мосты, небоскребы, уникальные спортивные объекты и другие. Для строительства подобных сооружений необходимо строго учитывать все факторы окружающей среды, которые будут воздействовать на сооружения во время их эксплуатации и на этапе строительства.
Одним из наиболее важных факторов является ветровая нагрузка, которая для зданий высотой более 200 метров соизмерима с нагрузками от 9-ти бального землетрясения. Ветровая нагрузка также выходит на передний план для мостов с пролетами более 100 метров, в таких случаях начинают проявляться эффекты аэродинамической неустойчивости, которые вызывают опасные колебания мостов. Для получения достоверных результатов о ветровых нагрузках, во многих странах в руководящих документах по проектированию существуют требования о проведении аэродинамических испытаний моделей зданий и мостов в специализированных аэродинамических трубах, таких как Ландшафтная аэродинамическая труба.

## История создания Ландшафтных аэродинамических труб
Первая полноценная Ландшафтная аэродинамическая труба (с закрытой рабочей частью длинной более 15 метров и шириной более 8 метров) была построена в пригороде г. Копенгаген в начале 1980-х годов. В это время в Дании шло проектирование моста Большой Бельт длинной 2800 метров, который и по сей день остается одним из лидеров по длине центрального пролета 1624 метра. Для корректного учёта аэродинамических нагрузок необходимо было изготовить модель моста в достаточно крупном масштабе с учётом окружающего ландшафта. Стало очевидным, что для подобного уникального проекта недостаточно «стандартных» аэродинамических труб с шириной рабочей части около 4 метров. Возникла необходимость строительства уникальной специализированной аэродинамической трубы ландшафтного типа. Таким образом, проектирование моста Большой Бельт дало толчок к созданию новой экспериментальной установки.
В начале двадцать первого века аэродинамическая труба ландшафтного типа была построена в Политехническом университете г. Милан. Главной причиной строительства был проект моста через Мессинский пролив, центральный пролет которого должен составить 3300 метров. Ветровые нагрузки на мост такой длины превосходят нагрузки от 9-ти бального землетрясения, поэтому для их корректного учёта на базе Миланского политехнического университета была создана аэродинамическая труба ландшафтного типа в дополнение к уже имевшемуся комплексу из нескольких «традиционных» аэродинамических труб.
Благодаря возрастающему спросу на проектирование большепролетных мостов и сверхвысоких зданий в развитых странах юго-восточной Азии в конце 2000-х годов в Национальном университете Кореи также создали аэродинамическую трубу ландшафтного типа.
В России примерно с 2005 года стали реализовывать амбициозные проекты по строительству высотных зданий. В это время в стране существовало большое количество аэродинамических труб для нужд авиакосмической промышленности. Эти трубы характерны замкнутым контуром, короткой открытой рабочей частью и, в силу отсутствия возможности моделирования пограничного слоя атмосферы, не могут использоваться для исследований архитектурных объектов. Для исследований большепролётных мостов, небоскрёбов, стадионов и других уникальных сооружений необходимо обеспечить достаточно крупный масштаб исследуемой модели и корректно моделировать пограничный слой атмосферы, что под силу осуществить лишь в специализированной Ландшафтной аэродинамической трубе с закрытой рабочей частью, имеющей значительную длину и ширину не менее 10 метров. До 2013 года из-за отсутствия специализированных аэродинамических труб в России, практически все уникальные мосты исследовались в иностранных научных центрах Дании, Франции и так далее.
Специалистами ФГУП «Крыловский государственный научный центр» совместно с АО «Гипростроймост — Санкт-Петербург» под руководством Соловьева Сергея Юрьевича были выполнены работы по проектированию и строительству первой в России специализированной установки — Ландшафтной аэродинамической трубы. Установка построена в 2013 году и введена в эксплуатацию в ФГУП «Крыловский государственный научный центр» в г. Санкт-Петербург, Российская Федерация.

## Исследования, проводимые в Ландшафтной Аэродинамической трубе
С момента открытия в Ландшафтной аэродинамической трубе проводятся исследования для нужд судостроения, мостостроения, а также высотного строительства. Именно в ней проведена серия аэродинамических испытаний арок Крымского моста, как на стадии эксплуатации, так и на всех этапах строительства моста, в том числе при выполнении операции по морской транспортировке арок к месту установки на фарватерные опоры.

## Особенности экспериментального стенда
Корректное физическое моделирование аэродинамики ландшафтных объектов (большепролётные мосты, небоскрёбы, уникальные спортивные объекты и другие) накладывает ряд требований к масштабу и точности изготовления модели сооружения и окружающего ландшафта/застройки, а также к аэродинамической трубе, которая воспроизводит ветровой поток. Этим требованиям удовлетворяет несколько специализированных аэродинамических труб в мире, в том числе, Ландшафтная аэродинамическая труба ФГУП «Крыловский государственный научный центр». Главными особенностями Ландшафтной аэродинамической трубы являются размеры её рабочей части и оснащение современным технологическим и измерительным оборудованием.

#### Длина рабочей части
Длина рабочей части ЛАТ более 15 метров. Данный параметр обеспечивает возможность моделирования пограничного слоя атмосферы, учёт которого столь важен при проведении исследований ландшафтных объектов. Скорость ветра и его турбулентность сильно зависят от высоты над уровнем поверхности и при проведении исследований необходимо корректно моделировать эту зависимость. Моделирование пограничного слоя атмосферы в Ландшафтной аэродинамической трубе происходит за счет естественного его нарастания, благодаря длине рабочей части и размещения дискретной шероховатости. Таким образом, имея достаточную длину рабочей части аэродинамической трубы, можно подобрать любой профиль скорости ветра, характерный для ветрового района в котором предполагается строительство сооружения.

#### Ширина рабочей части
Ширина рабочей части ЛАТ более 8 метров. Для учета влияния окружающих зданий на формирование потока ветра в городских условиях необходимо воспроизводить окружающую застройку в радиусе не менее 3H, где Н — высота исследуемого объекта. Например, если высота исследуемого здания H = 200 м, то модель окружающей застройки должна включать здания, расположенные в радиусе 600 м. При моделировании в масштабе М 1 : 200 габарит такой модели окружающей застройки будет 6 м. Для исследования такой модели ширина рабочей части аэродинамической трубы должна быть не менее 8 метров, чтобы исключить влияние боковых стенок рабочей части.

#### Высота рабочей части
Высота рабочей части ЛАТ более 1,8 метра. Требование к высоте рабочей части связано с физическим ограничением на масштаб модели для аэродинамических исследований, в идеальном случае он должен быть в диапазоне М 1 : 100÷300 и не превышать 1 : 500 даже для сверхвысоких небоскребов. В противном случае может быть нарушен один из самых важных критериев физического моделирования — критерий Рейнольдса, что наряду с низкой детализацией модели приведет к недостоверным данным о нагрузках. Широко известен факт зависимости аэродинамических коэффициентов лобового сопротивления и подъемной силы от числа Рейнольдса.

#### Система климатического контроля
Аэродинамические трубы, предназначенные для исследования зданий и сооружений, имеют замкнутый контур и закрытую рабочую часть, таким образом, воздух внутри такой аэродинамической трубы изолирован от окружающего пространства. Для разгона потока внутри замкнутого контура аэродинамической трубы, как правило, используют вентиляторы с двигателями, расположенными в проточной части обратного канала, что приводит к постепенному нагреву воздушного потока при исследованиях. Изменение температуры воздушного потока на несколько градусов может послужить причиной недостоверных экспериментальных данных, особенно при применении упруго-подобных моделей (из-за расширения металлических элементов моделей). По этой причине экспериментальный стенд оснащен системой климатического контроля температуры воздуха в рабочей части, что позволяет поддерживать температуру набегающего потока постоянной в ходе эксперимента.

#### Поворот модели
В полу рабочей части ЛАТ расположен поворотный круг диаметром 10 метров, с возможностью поворота на любой угол с точностью поворота 0,1 градус. На нем размещаются исследуемые модели, за счет поворота модели относительно потока моделируются все возможные направления ветра.

#### Координатное устройство
В потолке установки расположено трех-координатное устройство для перемещения измерительных зондов и сканирования потока вокруг исследуемой модели. Область перемещения координатного устройства 10 х 10 х 2 метра, точность позиционирования 0,5 мм. Наличие координатного устройства значительно расширяет возможности экспериментальной установки. Например, при проведении исследований аэродинамики зданий одним из основных моментов является определение ветрового комфорта на уровне пешеходов. Для этого на модели проводят подробные измерения направления и скорости ветра в пешеходных зонах с помощью датчика скорости. Для его точного и быстрого позиционирования между зданий необходимо трех-координатное устройство. Также наличие данного устройства актуально для определения структуры потока над взлетно-посадочными площадками, расположенных на крышах зданий или на палубах судов.

## Параметры экспериментального стенда
- сечение рабочего участка — прямоугольник 11×2,3 м;
- длина рабочего участка — 18 м;
- скорость набегающего потока — до 14 м/с;
- шаг регулировки скорости потока — 0,1 м/с;
- поворотный круг с точностью угла поворота 0,1 градуса;
- трех-координатное устройство, с точностью перемещения по осям Х, У, Z — 0,5 мм;
- система климатического контроля параметров потока.

## Рекомендуемая литература
- Holder R.C., Pankhurst D.W. Wind-Tunnel Technique. — Sir Isaac Pitman & Sons, 1952
- Горлин С. М., Слезингер И. И. Аэромеханические измерения. Методы и приборы. — Наука, 1964. — 720 с.
- Табунщиков Ю. А. Энергоэффективные здания. — АВОК-Пресс, 2003. — 200 с.
- Соловьев С. Ю. Аэродинамическая устойчивость большепролетных мостов // «Транспорт Российской Федерации». — 2016. — № 5. — С. 38-41
- СП 20.13330.2016 «СНиП 2.01.07-85* Нагрузки и воздействия»
- EN 1991-1-4:2005